# Амнисијаде
Амнисијаде или Амнисиде (грч. Νυμφαι Αμνισιαδες) су у грчкој митологији биле нимфе.

## Митологија
Нон их је у свом делу „Дионисијака“ описао као нимфе Најаде које су обитавале на реци Амнис на Криту. Њихов отац, према Калимаховој химни Артемиди, био је бог те реке, Амнис. Биле су у пратњи богиње Артемиде. Још док је Артемида била трогодишња девојчица, од свог оца Зевса је између осталог затражила и двадесет нимфи пратиља са реке Амнис које би се бринуле о њеној обући и које би храниле њене псе док је у лову. Изабрала их је док су биле деветогодишње девојчице, на усхићење њихових мајки. Оне су се бринуле и о јеленима који су вукли Артемидине кочије. Храниле су их брзорастућом детелином са Хериних пашњака и појиле водом са златних појила. Њих је помињао и Аполоније са Рода у делу „Аргонаутика“.

## Тумачење
Према Роберту Гревсу, ове нимфе су заправо биле свештенице, а број њихових година је месечев број смрти (три пута три).